# Групова алгебра
Термін групова алгебра застосується до кількох щільно пов'язаних кілець, що можуть бути утворені з довільної групи {\displaystyle G}. За допомогою поняття групової алгебри вдається звести чимало питань стосовно груп та, напередусім, їх зображень, до відповідних питань про кільця. 

## Групова алгебра скінченої групи
Припустимо, що {\displaystyle G} — це скінчена група. Її групова алгебра {\displaystyle \mathbb {Z} [G]} — це асоціативне кільце, що складається з формальних виразів
які додаються покомпонентно і для добутку яких виконується співвідношення 
де у лівій частині розглядається добуток елементів {\displaystyle g=1\cdot g,h=1\cdot h\in \mathbb {Z} [G]}, а в правій частині — добуток {\displaystyle g} та {\displaystyle h} у {\displaystyle G.} Одиниця групової алгебри — це елемент {\displaystyle e=1\cdot e,} що походить
з нейтрального елемента групи {\displaystyle G.} 
Аксіоми кільця в {\displaystyle \mathbb {Z} [G]} випливають із означення,
асоціативності множення та властивостей одиниці в групі {\displaystyle G.} 
Кільце {\displaystyle \mathbb {Z} [G]} — комутативне тоді і тільки тоді, коли {\displaystyle G} — комутативна група. Загальнішим чином, групова алгебра {\displaystyle \mathbb {K} [G]}
для довільного кільця {\displaystyle \mathbb {K} } складається з лінійних комбінацій елементів
{\displaystyle G} з коефіцієнтами з {\displaystyle \mathbb {K} .}

### Категорна характеризація
Групова алгебра може бути цілком охарактеризована своєю універсальною властивістю. А саме, для будь-якого кільця {\displaystyle R} і гомоморфізма {\displaystyle \phi } групи {\displaystyle G} у мультиплікативну групу {\displaystyle R}, існує єдиний
гомоморфізм {\displaystyle {\tilde {\phi }}:\mathbb {Z} [G]\to R,} що продовжує {\displaystyle \phi ,}тобто задовольняє
для будь-якого елемента {\displaystyle g\in G,} який у лівий частині останньої тотожності розглядається як елемент {\displaystyle 1\cdot g\in \mathbb {Z} [G]}.
Це — надзвичайно корисна властивість групової алгебри, тому що завдяки їй, будь-яке зображення групи {\displaystyle G} еквівалентне до модуля над груповою алгеброю {\displaystyle \mathbb {Z} [G].} Зокрема, методи теорії кілець 
можуть бути застосовані до винаходження степенів і характерів незвідних і нерозкладних
зображень {\displaystyle G}.
Впровадження групової алгебри також дозволяє дослідити залежність категорії зображень групи
{\displaystyle G} над кільцем {\displaystyle \mathbb {K} } від {\displaystyle \mathbb {K} .}
Якщо, наприклад, маємо до мети зосередитися на дійсних зображеннях {\displaystyle G}, то потрібно
розширите кільце коефіцієнтів до {\displaystyle \mathbb {R} ,} а якщо бажаємо вивчати
зображення над скінченим полем {\displaystyle \mathbb {F} _{p}} із {\displaystyle p} елементів, то
обираємо за кільце коефіцієнтів {\displaystyle \mathbb {F} _{p}} (замість {\displaystyle \mathbb {Z} }).

## Групова алгебра локально-компактноїтопологічної групи
Означення групової алгебри можна поширити на випадок довільної (взагалі, нескінченої)
групи {\displaystyle G,} якщо у наведеному вище означенні обмежитися скінченими 
лінійними комбінаціями елементів {\displaystyle G} (тобто, {\displaystyle a_{g}=0} за винятком
скінченої підмножини {\displaystyle g\in G}). Але більш змістовним є означення групової
алгебри, що бере до уваги топологію групи {\displaystyle G,} і таке, що спроваджується
універсальна властивість щодо неперервних гомоморфізмів {\displaystyle G}
у певний клас топологічних кілець {\displaystyle R} (порів. вище). Зокрема, кільце {\displaystyle \mathbb {Z} } цілих чисел поширюється до поля {\displaystyle \mathbb {C} } комплексних
чисел. У випадку локально компактної топологічної групи, групова алгебра утворюється за кілька стадій. Спочатку розглядається банахова алгебра {\displaystyle L^{1}(G,dg)} інтегрованих за Лебегом функцій на {\displaystyle G}. Додавання функцій поточкове, як і раніше, а от добуток визначається як згортка функцій:
де {\displaystyle dg} — це ліва міра Хаара на {\displaystyle G.}
Таким чином отримуємо топологічну *-алгебру, з інволюцією
де {\displaystyle \Delta _{G}(g)} — це модулярна функція міри Хаара. 
А далі ця алгебра поповнюється до C*-алгебри {\displaystyle C^{*}(G)=C^{*}(L^{1}(G,dg)).}